# كيم غا يون
كيم غا يون (هانغل: 김가연) هي ممثلة كورية جنوبية ومالكة فريق «سلايرز» من شركة ستار كرافت 2. ولدت في 9 سبتمبر 1972 في سول، كوريا الجنوبية.

## روابط خارجية
كيم غا يون على موقع IMDb (الإنجليزية)
- كيم غا يون على موقع قاعدة بيانات الفيلم (الإنجليزية)